# Резанов, Александр Иванович
Алекса́ндр Ива́нович Реза́нов (1817, Санкт-Петербург — 1887, там же) — русский архитектор, академик архитектуры (1850), профессор Императорской Академии художеств с 1852 года и её ректор по архитектуре в 1871—1887 годах. Первый председатель Петербургского общества архитекторов (1870—1887). Тайный советник (с 1877).

## Биография
Родился 10 (22) августа 1817 года в Санкт-Петербурге в семье аудитора 9 класса (титулярного советника). Рано лишился отца. В десять лет был отдан в Императорскую Академию художеств на архитектурное отделение в класс К. А. Тона. Во время обучения в Академии в 1830, 1831 и 1837 годах получил серебряные медали. В 1838 году служил у своего учителя К. А. Тона рисовальщиком в чертёжной комиссии по построению Храма Христа Спасителя в Москве.
Окончил Академию в 1839 году со званием классного художника архитектуры XIV класса, большой золотой медалью за проект театрального училища и правом на пенсионерскую поездку за границу. С 28 мая 1840 года он снова поступил на службу, вновь под руководство K. А. Тон, — «архитекторским помощником» в ведомство Московской дворцовой конторы по сооружению нового Кремлёвского дворца. Там он прослужил до 2 июля 1842 году, приняв участие и в строительстве Малого театра. Под руководством Тона участвовал в создании вышедшего в 1840 году «Атласа нормальных сельских строений».
Наконец, 28 октября 1842 года, он, в качестве пенсионера Академии, отправился в Италию. Сначала изучал памятники архитектуры, а затем, вместе Н. Л. Бенуа и А. И. Кракау — также пенсионерами академии, провёл обмеры собора в Орвието. Описание реставрации было издано отдельным изданием только в 1877 году, в Париже, под заглавием «Monographie de la cathédrale d'Orvieto» и принесло авторам известность среди европейских зодчих.
По возвращении в Россию получил в 1850 году от ИАХ звание академика архитектуры и был назначен «старшим архитектором» Департамента уделов; пребывал в этой должности вплоть до своей кончины.

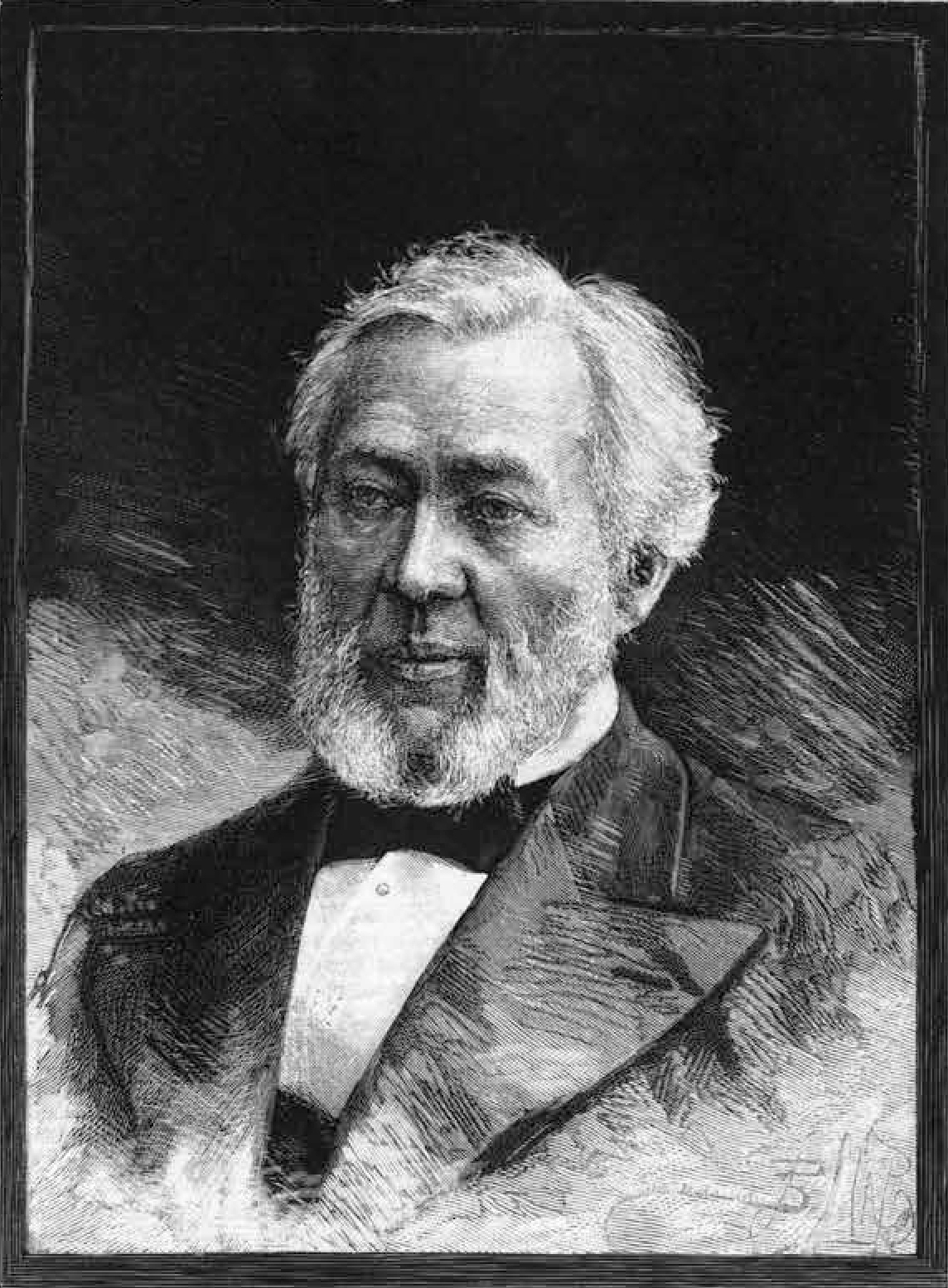
А. И. Резанов на гравюре для некролога

С 1854 года преподавал черчение и строительное искусство в Землемерном училище Департамента уделов в Санкт-Петербурге, с 1857 года — теорию строительного искусства в Императорской Академии художеств. В 1865 году получил должность профессора ИАХ, в 1871 году был назначен ректором Академии по архитектуре на смену К. Тону. В 1872 году был назначен товарищем главного архитектора, а в 1881 году — главным архитектором по сооружению Храма Христа Спасителя.
Также он был главным архитектором Гофинтендантской конторы, архитектором Высочайшего двора (с 1864); был одним из учредителей и почётным членом Императорского Санкт-Петербургского общества архитекторов, первый председатель Общества в 1870—1887 годах. Почётный член-корреспондент Королевского института британских архитекторов (1876).
Умер от инсульта 18 (30) ноября 1887 года в Петербурге. Был похоронен 21 ноября на Смоленском православном кладбище; могила считается утраченной.
Его сын, Дмитрий Александрович (29.08.1851 — 24.04.1884), также учился в Академии художеств (1871—1874); в 1879 году за проект инвалидного дома был награждён золотой медалью и командирован за границу, куда уехал в 1881 году; рано умер от чахотки.

## Проекты и постройки

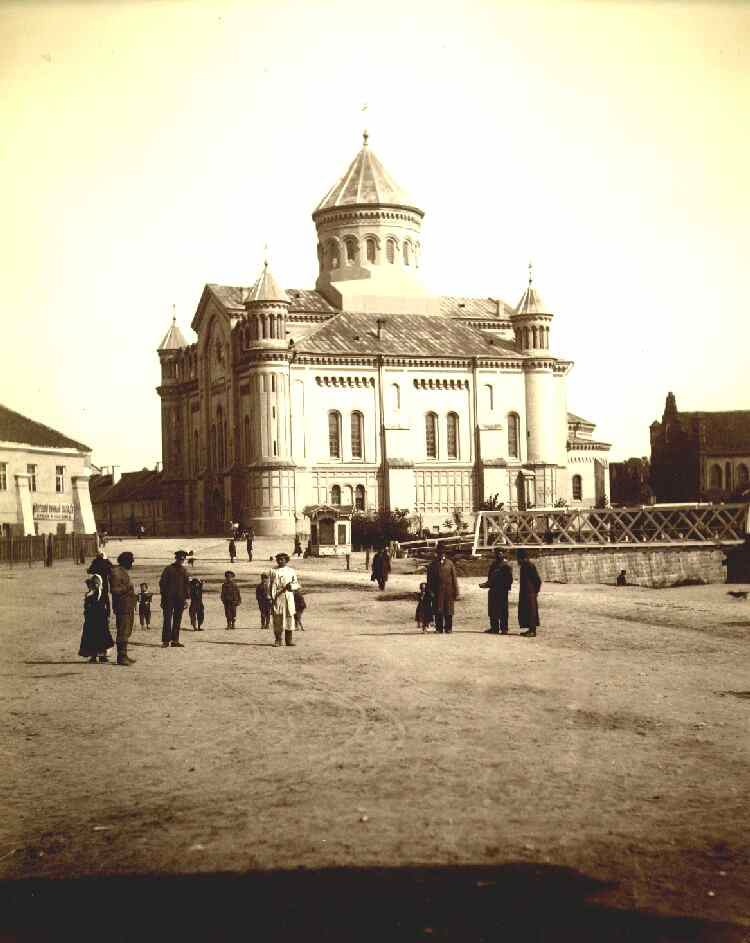
Пречистенский собор в Вильнюсе

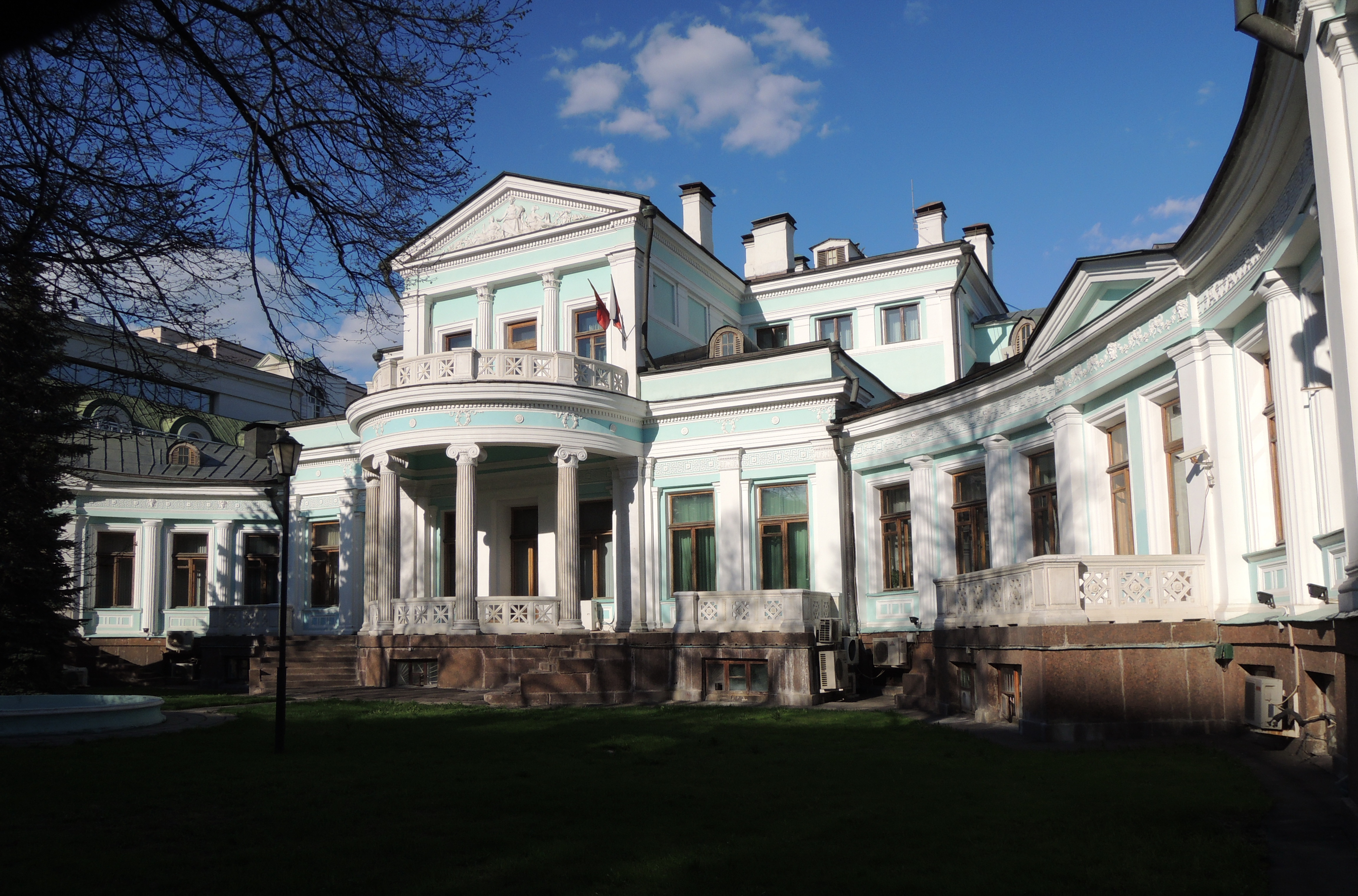
Особняк К. С. Попова (позднее М. К. Морозовой)

- Проект перестройки Коломенского дворца (1830-е), не осуществлён[6];
- Перестройка костёла Святого Казимира (1834—1837, Вильнюс, улица Диджёйи, 34);
- Свято-Троицкий собор Серафимо-Дивеевского монастыря (1848—1875, с. Дивеево Нижегородской области);
- Мост-плотина в Михайловской даче (1855, Петергоф, Большой оранжерейный пруд)[7];
- Парк Михайловской дачи (1850-е, Петергоф)[8];
- Перестройка Путевого дворца (1864, Тверь);
- Пречистенский собор, совместно с Н. М. Чагиным (1865—1868, Вильнюс, улица Майронё, 4);
- Строительство царской фермы в Ильинском (1866)[9].
- Дворец великого князя Владимира Александровича; помощник И. С. Китнер (1867—1872, Санкт-Петербург, Дворцовая набережная, 26 — Миллионная улица, 27)[10];
- Проект здания Городской думы (два варианта), совместно с А. Л. Гуном (1873, Москва), не осуществлён[11];
- Завершение строительства и отделка Борисоглебской церкви (1876—1882, Санкт-Петербург), не сохранилась[12];
- Пассаж К. С. Попова, строительство осуществлял С. В. Дмитриев (1877, Москва, улица Кузнецкий Мост, 12);
- Особняк К. С. Попова, строительство осуществлял С. В. Дмитриев (1877, Москва, Смоленский бульвар, 26/9).
- Перестройка особняка К. Т. Солдатенкова (1870-е, Москва, Мясницкая улица, 37);
- Перестройка главного здания усадьбы в Покровском-Стрешневе, строительство вёл К. В. Терский (1880-е, Москва, Волоколамское шоссе, 52)[6];
- Дом Пономарёва (Санкт-Петербург)
- Императорский дворец «Эриклик», строил А. Г. Венсан (Крым)[13].
- Главный павильон 15-й (Москва, 1882) и 16-й (Нижний Новгород, 1896) Всероссийских промышленных и художественных выставок; два его элемента сейчас являются пакгаузами бывшего Горьковского порта на Нижегородской стрелке.